# Himantura fluviatilis
Himantura fluviatilis é uma espécie de arraia da família Dasyatidae, aparentemente endêmica do sistema do rio Ganges e águas marinhas adjacentes. Com um disco oval na nadadeira peitoral e um focinho longo e saliente, ela se assemelha muito, e pode ser a mesma espécie, que Himantura chaophraya (um sinônimo da Urogymnus polylepis do sudeste da Ásia). Crescendo até 1,4 m de diâmetro, é de uma cor escura simples acima e mais clara abaixo com largas faixas escuras nas margens laterais do disco. A União Internacional para a Conservação da Natureza (IUCN) listou esta espécie como vulnerável, pois enfrenta a pesca predatória e a destruição do habitat dentro de sua área de distribuição densamente povoada.

## Taxonomia
O médico, geógrafo e naturalista escocês Francis Buchanan-Hamilton, em seu relato de 1822 sobre os peixes do rio Ganges, fez referência a uma espécie de arraia de água doce que ele chamou de Raia fluviatilis. No entanto, ele adiou a descrição até que uma ilustração pudesse ser feita, uma oportunidade que nunca surgiu e, como resultado, seu relato apenas observa que a arraia “tem uma forte semelhança com a Raia lymma (Taeniura lymma) e tem quase os mesmos modos da Raia aquila (Myliobatis aquila)”. Autores posteriores publicaram relatos dessa espécie sob o nome Trygon fluviatilis e, em seguida, Himantura fluviatilis, observando que o nome tem validade questionável devido à escassez da descrição de Hamilton. A Lista Vermelha da IUCN ainda lista a H. fluviatilis como sinônimo da Pastinachus sephen [en]. A Himantura fluviatilis pertence ao mesmo grupo de espécies que a H. chaophraya; as duas espécies podem, de fato, ser sinônimas, mas isso ainda não pode ser confirmado, pois não há espécimes disponíveis para comparação.

## Distribuição e habitat
Hamilton observou que a Himantura fluviatilis era comum no sistema do rio Ganges, desde o estuário até a área em torno de Kanpur, a cerca de 1.600 km da extensão mais distante da maré. Autores posteriores também a relataram em baías rasas na Baía de Bengala e em uma profundidade de 37-55 m perto de Chenai. Essa arraia provavelmente está completamente isolada de outras populações de arraias de água doce em várias partes do Sudeste Asiático.

## Descrição
A Himantura fluviatilis tem um disco de nadadeira peitoral oval e muito fino, um pouco mais largo do que longo, com margens laterais amplamente arredondadas. O focinho se afunila em um ponto estreito e se projeta consideravelmente além do disco, medindo mais de duas vezes o comprimento da distância entre os olhos, que são muito pequenos. A cauda é semelhante a um chicote, não possui dobras nas nadadeiras e tem menos de duas vezes o comprimento do disco. Toda a superfície superior, com exceção das nadadeiras pélvicas, é coberta por dentículos dérmicos que se tornam maiores na cabeça. Alguns dos dentículos na metade posterior do corpo também são maiores e têm espinhos afiados. Grandes áreas da parte inferior são cobertas por dentículos minúsculos. A coloração é cinza-arroxeada simples na parte superior, tornando-se mais escura em direção às margens do disco, e clara na parte inferior, com faixas escuras amplas e irregulares nas margens laterais. Essa é uma espécie grande, atingindo uma largura de pelo menos 1,4 m.

## Biologia e ecologia
Praticamente nada se sabe sobre a história natural da Himantura fluviatilis. Presume-se que ela seja ovovivípara, como outros membros de sua ordem.

## Interações com os seres humanos
Apenas alguns espécimes da Himantura fluviatilis estão registrados na literatura, nenhum dos quais permanece até hoje. Hamilton observou que essa arraia era frequentemente vendida nos mercados de Kanpur e que o espinho da cauda pode causar “ferimentos muito perigosos”. Provavelmente continua a ser capturada como fauna acompanhante em sua área de distribuição. A União Internacional para a Conservação da Natureza (IUCN) classificou a Himantura fluviatilis como vulnerável: ela tem uma distribuição restrita em uma região densamente povoada, o que a torna suscetível à pesca predatória e à destruição do habitat.
Muitas vezes, ela foi confundida com uma população disjunta de Urogymnus polylepis ou até mesmo com a Pastinachus sephen.
Uma “arraia-gigante” foi capturada em 2019 em um rio em Odisha, na Índia. Essa espécie de arraia-gigante indiana de água doce é raramente encontrada porque a maioria dos rios em que vivem está gravemente poluída devido à interação humana.
A Himantura fluviatilis é uma espécie protegida na Índia, estando listada no Cronograma I da Lei da Vida Selvagem Indiana (Proteção) de 1972, um status que ela compartilha com o raro Glyphis gangeticus.
Um relato de avistamento de uma arraia morta no rio Ganges em 2002 afirma que ela tinha uma largura de disco de 76 cm. Ela foi encontrada morta no rio Chambal [en].